# Eduard Sobol
Eduard Oleksandrowytsch Sobol (ukrainisch Едуард Олександрович Соболь, wiss. Transliteration Eduard Oleksandrovyč Sobolʹ, FIFA-Schreibweise nach engl. Transkription: Eduard Oleksandrovych Sobol; * 20. April 1995 in Wilnjansk) ist ein ukrainischer Fußballspieler, der aktuell beim französischen Erstligisten Racing Straßburg unter Vertrag steht. Der linke Außenverteidiger ist seit September 2016 ukrainischer Nationalspieler.

## Karriere

### Verein
Der in der Stadt Wilnjansk in der Oblast Saporischschja geborene Sobol stammt aus der Nachwuchsarbeit von Metalurh Saporischschja und wurde zur Saison 2011/12 in die erste Mannschaft befördert. Am 13. Oktober 2011 (11. Spieltag) debütierte er beim 4:0-Heimsieg gegen den FK Lwiw in der zweiten ukrainischen Spielklasse, als er in der 55. Spielminute für Jewhen Pissozkyj eingewechselt wurde. Am 19. Mai 2012 (32. Spieltag) erzielte er beim 4:0-Heimsieg gegen Krymteplyzja Molodischnoho sein erstes Tor. In dieser Saison 2011/12 stieg er mit dem Verein in die höchste ukrainische Spielklasse auf und bestritt 14 Ligaspiele, in denen er zwei Mal treffen konnte.
In der Spielzeit 2012/13 stand er regelmäßig in der Startformation und im Februar 2013 wechselte er zum Ligakonkurrenten Schachtar Donezk, wo er einen Dreijahresvertrag unterzeichnete. Sein Debüt gab er am 1. März 2013 (19. Spieltag) beim 4:1-Heimsieg gegen Wolyn Luzk, als er in der 65. Spielminute für Răzvan Raț eingewechselt wurde und in der Nachspielzeit bereits einen Treffer vorbereiten konnte. Bei seinem neuen Verein wurde er von Cheftrainer Mircea Lucescu überwiegend als Einwechselspieler für den erfahrenen Raț eingesetzt. Obwohl dieser den Verein zur Spielzeit 2013/14 den Verein verließ, wurde er weiterhin nur als Rotationsspieler eingesetzt und bestritt nur neun Ligaspiele.
Am 28. August 2014 wechselte Eduard Sobol auf Leihbasis für die gesamte Saison 2014/15 zum Ligakonkurrenten Metalurh Donezk. Bereits in seinem ersten Ligaspiel beim 1:1-Unentschieden gegen Metalist Charkiw flog er mit „gelb-rot“ vom Platz. Trotz dieses Rückschlags startete er in dieser Spielzeit regelmäßig und zum Saisonende kehrte er nach 15 Erstligaeinsätzen zu Schachtar zurück.
Die nächste Saison 2015/16 verbrachte er als Leihspieler bei Metalist Charkiw. Dort war er wichtiger Stammspieler in der linken Außenverteidigung und bestritt 21 Ligaspiele, in denen er ohne Torerfolg blieb.
Am 5. Juli 2016 wurde er an den Ligakonkurrenten Sorja Luhansk ausgeliehen. Auch dort war er seit seiner Ankunft in der Startelf gesetzt und spielte mit der Mannschaft in der Gruppenphase der UEFA Europa League 2016/17. Am 32. Spieltag erzielte er beim 2:0-Heimsieg gegen Olimpik Donezk sein einziges Saisontor. Nach 27 Pflichtspieleinsätzen kehrte er abermals zu seinem Stammverein zurück.
Dort wurde er jedoch weiterhin nicht als Bestandteil des Kaders angesehen und schließlich am 9. August 2017 zum vierten Mal in seiner Karriere ausgeliehen. Diesmal verließ er erstmals sein Heimatland und schloss sich dem tschechischen Erstligisten Slavia Prag an. Bereits zwei Tage später (3. Spieltag) startete er beim 2:0-Heimsieg gegen den FC Vysočina Jihlava. Am 27. August (5. Spieltag) traf er beim 4:0-Heimsieg gegen den FK Mladá Boleslav erstmals im Trikot der Červenobílí. Er war sowohl im Ligabetrieb als auch in der Gruppenphase der UEFA Europa League 2017/18 unumstrittener Stammspieler, fiel jedoch gegen Saisonende aus dieser. Er absolvierte für den Hauptstadtverein in der Saison 2017/18 20 Ligaspiele, in denen er ein Mal traf.
Zu Beginn der Spielzeit 2018/19 wurde er bei Schachtar Donezk erneut kein einziges Mal berücksichtigt und wechselte am 3. September 2019 in einem einjährigen Leihgeschäft zum tschechischen Erstligisten FK Jablonec. Dort etablierte er sich erst in der Rückrunde zum Stammspieler. Am 8. März 2019 half er mit seinem ersten Saisontor und einer Vorlage einen 0:1-Rückstand im Heimspiel gegen den FK Teplice zu einem 2:1-Sieg zu drehen. Nach 21 Ligaeinsätzen, in denen er ein Tor erzielte, kehrte er in die Ukraine zurück.
Am 4. Juli 2019 wechselte er auf Leihbasis zum belgischen Erstligisten FC Brügge, der sich zusätzlich eine optionale Kaufoption in Höhe von vier Millionen Euro sicherte. Bei Blauw-Zwart etablierte er sich rasch als Stammspieler, absolvierte mit dem Verein die Gruppenphase der UEFA Champions League 2019/20 und gewann mit ihm in der Saison 2019/20 die belgische Meisterschaft. In dieser Spielzeit bestritt er 26 Ligaspiele, in denen er vier Treffer vorbereitete. Auch in der Saison 2020/21 wurde Sobol mit dem FC Brügge belgischer Meister. Er bestritt 30 von 40 möglichen Ligaspielen, in denen er zwei Tore schoss, sowie ein Pokal- und sechs Europapokal-Spiele.
Im März 2021 gab der FC Brügge bekannt, dass Sobol endgültig nach Brügge gewechselt war. In der Saison 2021/22 bestritt er 28 von 40 möglichen Ligaspielen für Brügge, in denen er ein Tor schoss, sowie je vier Pokal- und Champions-League-Spiele. Erneut wurde der FC Brügge belgischer Meister. In der nächsten Saison waren es neun von 22 Ligaspielen mit einem Tor sowie ein Pokalspiel und vier Spielen in der Champions League.
Mitte Januar 2023 wechselte er zum französischen Erstligisten Racing Straßburg, bei dem er einen Vertrag bis zum Ende der Saison 2023/24 unterschrieb. Im Rest der Saison bestritt er 15 von 19 möglichen Ligaspielen. In der neuen Saison 2023/24 waren es 3 von 18 möglichen Ligaspielen und ein Pokalspiel.
Im Januar 2024 wechselte er auf Leihbasis zum belgischen Erstdivisionär KRC Genk. Hier bestritt er 13 von 20 möglichen Ligaspielen. In der Saison 2024/25 wird er wieder im Kader von Straßburg aufgeführt.

### Nationalmannschaft
Eduard Sobol spielte für die ukrainischen U16-, U17-, und U18-Nationalmannschaft, bevor er im September 2012 erstmals für die Ukraine U19 zum Einsatz kam. Im Juli 2014 nahm er mit dieser Auswahl an der U19-Europameisterschaft 2014 in Ungarn teil. Beim Turnier bestritt er alle drei Spiele der Gruppenphase, in der die Ukraine als Tabellendritter den Aufstieg in die Finalrunde verpasste.
Anschließend war er für die U20 im Einsatz, mit der er an der U20-Weltmeisterschaft 2015 in Neuseeland teilnahm. Beim 6:0-Sieg im zweiten Gruppenspiel gegen den Myanmar erzielte er einen Treffer. Als Gruppensieger stieg die Ukraine ins Achtelfinale auf, wo man gegen den Senegal im Elfmeterschießen ausschied. Von September 2015 bis Mai 2016 absolvierte Sobol 10 Länderspiele für die U21.
Am 5. September 2016 debütierte Eduard Sobol beim 1:1-Unentschieden gegen Island in der Qualifikation zur Weltmeisterschaft 2018 für die ukrainische A-Nationalmannschaft.
Bei der infolge der COVID-19-Pandemie erst 2021 ausgetragenen Europameisterschaft 2020 stand er im Aufgebot der Ukraine, die im Viertelfinale gegen England ausschied. Tatsächlich wurde er nur im Gruppenspiel gegen Nordmazedonien kurz vor Spielende eingesetzt.

## Erfolge
Schachtar Donezk
- Ukrainischer Meister: 2012/13, 2013/14
- Ukrainischer Pokalsieger: 2012/13

Slavia Prag
- Tschechischer Pokalsieger: 2017/18

FC Brügge
- Belgischer Meister: 2019/20, 2020/21, 2021/22
- Gewinner belgischer Supercup: 2021, 2022 (jeweils nicht im Spieltagskader)